# 史蒂夫·巴特曼事件
史蒂夫·巴特曼事件（英語：Steve Bartman incident）發生在2003年10月14日，那天是國家聯盟冠軍賽的第六戰，芝加哥小熊在主場瑞格利球場（Wrigley Field）迎戰佛羅里達馬林魚。當時小熊差5個出局數就可以挺進世界大賽，事件發生後，小熊不僅當天被馬林魚逆轉，也在隔天輸掉了第七戰，無緣世界大賽。

## 史蒂夫·巴特曼

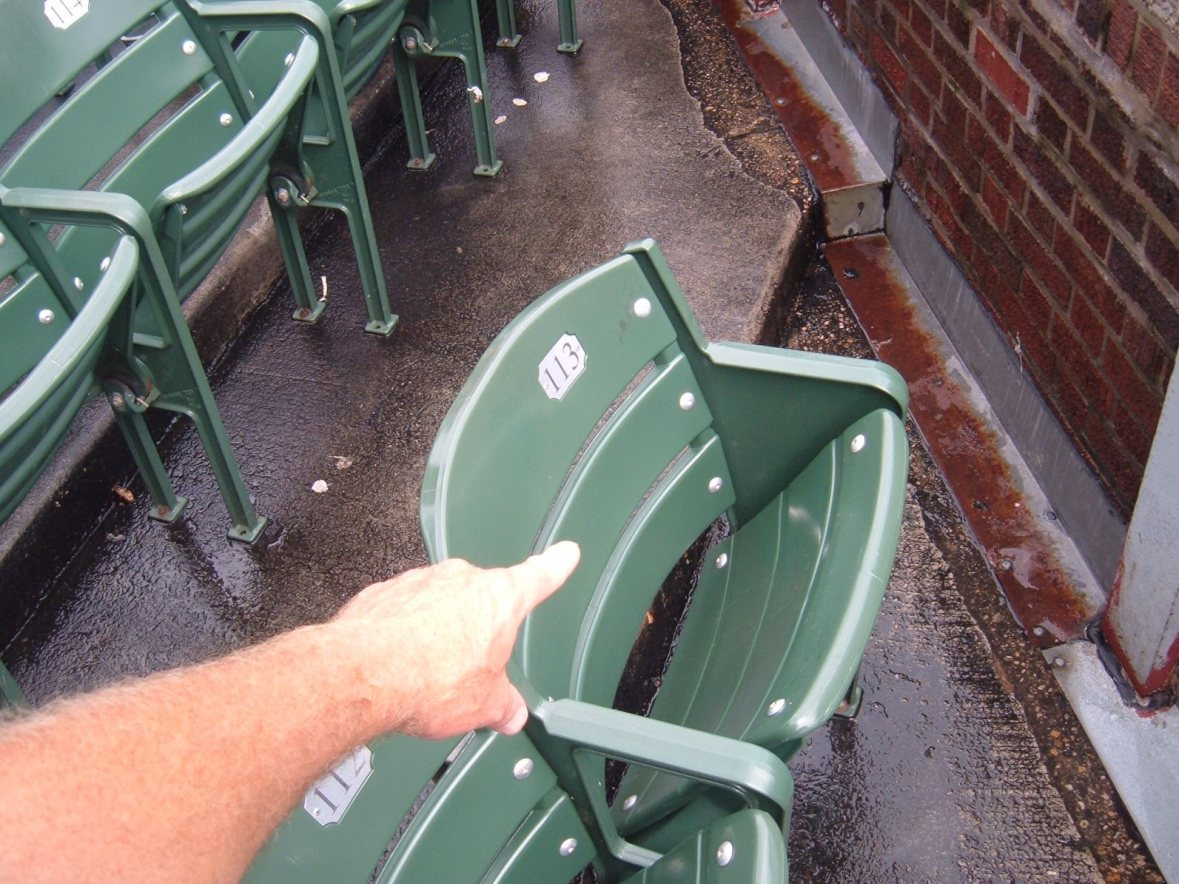
事件當事人史蒂夫·巴特曼坐的第四區第8排113號座位

史蒂夫·巴特曼（Steve Bartman）在伊利諾伊州庫克縣的諾斯布魯克（Northbrook）長大。其小時候的家位於棒球場旁邊，因此史蒂夫常常和朋友及他的父親在球場裡打球。史蒂夫之後就讀於聖母院男子中學（Notre Dame High School for Boys），他在那裡除了打大專棒球外，也會參加社區舉辦的劇團演出。1995年高中畢業後，他進入聖母大學（University of Notre Dame）。26歲時，他在人力資源公司上班，此年發生史蒂夫巴特曼事件。
工作之餘，史蒂夫也擔任Renegades球隊的兼職教練，這是一支位於伊利諾伊州奈爾斯（Niles），由13歲至14歲的少年所組成的棒球隊。其實史蒂夫在1992年也曾經效力於這支球隊，當年球隊以47勝10負的戰績贏得巴拉丁聯賽（Palatine League）冠軍。他也曾為了觀看小熊隊的春訓而跑到亞利桑那州的梅薩，是個熱愛小熊隊的球迷。

## 關鍵的界外球
小熊在NLCS第4戰就取得聽牌優勢，儘管第5戰落敗，但第6戰前7局打完小熊3:0領先。
8局上半，前7局只被擊出3支安打且一分未失的小熊先發投手馬克·普萊爾繼續在場上投球。馬林魚從Mike Mordecai開始打起。
Mike Mordecai擊出左外野飛球出局後，胡安·皮埃爾擊出左外野二壘安打。路易斯·卡斯提歐在滿球數的情況下，將該打席的第8球擊成左外野界外飛球。左外野手Moises Alou衝過去並伸長手臂試圖抓到8局上半的第2個出局數，沒想到當時坐在內野左側角落、很靠近牛棚的史蒂夫就在Moises Alou要接到的瞬間竟然把球撥掉，Moises Alou氣得把手套摔在地上並朝著史蒂夫大聲咆哮。小熊馬上跟裁判爭取這是干擾守備（Interference），但裁判Mike Everitt不認同，卡斯提歐可以繼續打擊。

## 接續

### 接下來的戰局
卡斯提歐死裡逃生後，開啟馬林魚8局上半的一輪猛攻。得到的8分當中，只有2分是自責分：
- 卡斯提歐獲得四壞保送，而且該打席第9球(第四顆壞球)是暴投，讓二壘跑者進占三壘。
- 伊凡·羅德里奎茲在2好0壞之下，將第3球敲成帶有1分打點的左外野一壘安打，比數變成1:3。
- 米格爾·卡布瑞拉打第一球，形成游擊方向滾地球，造成游擊手Alex S. Gonzalez失誤，馬林魚攻佔滿壘。
- 德瑞克·李打第一球，敲出帶有2分打點的左外野二壘安打，3:3平手，也把投了119球的馬克·普萊爾打下場。
- 後援投手Kyle Farnsworth上場投球，先投出一個故意四壞保送，擠成滿壘。
- Jeff Conine把第1球擊成右外野高飛犧牲打，馬林魚4:3超前，兩出局。
- 單局第二個故意四壞保送，再度擠成滿壘。
- Mike Mordecai在1好2壞之下，將第4球擊城中左外野清壘二壘安打，7:3。
- 小熊再度更換投手，左投Mike Remlinger接手。
- 皮耶打第1球，形成帶有1分打點的右外野一壘安打，8:3。
- 卡斯提洛在2好2壞之下，將第5球擊成二壘小飛球接殺，3出局。這個半局馬林魚一共打了12個打席，連得8分，逆轉小熊拿下第6戰。

隔天晚上，馬林魚擊敗小熊，成為國聯冠軍；接下來4勝2負打敗紐約洋基，贏得世界大賽。

### 史蒂夫·巴特曼的下場
忿怒的小熊球迷不斷對他罵髒話和丟東西，史蒂夫必須在安全人員的護送下才能離開球場。史蒂夫的個人資料在球賽結束後馬上被貼在大聯盟的網路留言版，導致警方派出6台警車到他家保護他的安全。伊利諾伊州州長羅德·布拉戈耶維奇建議史蒂夫加入證人保護計畫，而佛羅里達州州長傑布·布希表達願意提供庇護。
許多球迷將這個事件和山羊詛咒聯想在一起，那是一位球迷Billy Sianis和他的山羊寵物在1945年世界大賽被趕出瑞格利球場（Wrigley Field）的故事。也有人把它跟1969年9月9日例行賽的黑貓事件相比。黑貓事件是發生在當天小熊和紐約大都會於席亞球場（Shea Stadium）的一場例行賽，有一隻黑貓跑進場內，導致分區第一的小熊輸掉比賽，並且接下來連輸8場，讓大都會順勢逆襲成功，小熊無緣季後賽。
事件發生後，史蒂夫發表了一份聲明：「我非常抱歉，當時我所有注意力都放在那顆球上，完全沒注意到阿魯有可能接到它。」史蒂夫盡可能的保持低調，換掉電話號碼，拒絕任何露面的要求。他將所有馬林魚球迷送給他的禮物通通轉送給青少年糖尿病研究基金會（Juvenile Diabetes Research Foundation）。2008年7月，位於伊利諾伊州羅斯蒙特（Rosemont）的全國體育收藏協會（National Sports Collectors Convention）願意出25000美元，希望史蒂夫提供簽名照讓他們收藏，但他仍不為所動。
巴特曼事件後來在電影《斯蒂威·格瑞菲：未曝光的故事》（Stewie Griffin: The Untold Story）之中被諧擬。

## 巴特曼的辯護
芝加哥小熊在事件後發表一份聲明：
|  | 芝加哥小熊非常感謝球迷今年熱情的支持，但我們還是要提醒大家，能決定棒球比賽結果的事情是發生在球場上，不是觀眾席。如果要一位球迷來為第六戰發生的事情來負責的話，是不對的。他只是像每位球迷一樣去接一顆界外球，而這也是棒球運球運動會如此吸引人的原因之一。這是一個令人興奮的球季，我們正在為了延續十月份的比賽而努力。 |

幾位小熊的球員也跳出來替史蒂夫講話，馬克·普萊爾說：「我們其實有好多機會可以守住局勢的，我在球數領先的時候投了一個好打的曲球，被伊凡·羅德里奎茲打出安打；而我們的游擊手亞歷克斯·岡薩雷茲，在處理球呢...........。所有事情就像雪球越滾越大，球員和球團都知道史蒂夫不是我們輸球的原因。」。前小熊投手瑞克·蘇克利夫（Rick Sutcliffe）覺得群眾的反應會毀了史蒂夫，他說：「看到史蒂夫被這樣對待之後，如果有人叫我投世界大賽的第一場，我會帶著史蒂夫一起上投手丘。」；聯盟主席巴德·塞利格（Bud Selig）也替史蒂夫說話：「我了解大家那種心碎的感覺，但去責怪一位熱愛小熊的球迷，是不公平的。我看完史蒂夫的聲明後真的很難過........大家可以把一切推給山羊詛咒，但責怪史蒂夫是不對的。
」
史蒂夫的家人和朋友也聲援他，他的父親對芝加哥太陽報說：「史蒂夫是小熊的死忠球迷，我也一直教他當界外球飛來時要接住它。」；鄰居說：「他是一個很好的孩子，從來不惹任何麻煩。他不該被罵成這樣子。每個人都會去接那顆球，只是這次情況有點特殊，如果馬林魚接下來沒得分，大家也不會討論這麼多。」；史蒂夫的高中同學寫信到芝加哥論壇報說「他很讚，就醬」；而史蒂夫教過的球隊小朋友也舉辦一個活動聲援他，「他是一個偉大的教練，一個榜樣」；另一個小球員則說史蒂夫是一位好打擊教練。

### 五年後的摩伊希斯·阿魯
2008年4月，阿魯說：「即使到現在，還是有人會對著我喊『巴特曼！巴特曼！』，我覺得這些人很壞，這不是一件好玩的事情，那時候我根本不可能接到球」，但他馬上否認他有說過這些話，並表示他當時有機會可以處理那顆球，「該是原諒史蒂夫和繼續前進的時候了」。

## 巴特曼球的摧毀
那顆轟動一時的界外球最後被一位芝加哥律師撿到，並在當年12月拍賣，由哈利·凱瑞（Harry Caray）餐飲集團以113,824.16美金買下。2004年2月26日，奧斯卡特效獎專家邁克爾·蘭特瑞（Michael Lantieri）把它給炸了。
2005年，球的殘骸成為餐廳裡義大利麵醬汁的一部份，當然不是把球丟下去煮，只是把它丟到水裡煮沸，然後收集那些水蒸氣來做菜而已。

## 巴特曼座位
事件發生後，史蒂夫坐的位置（第四區第8排113號）變成熱門景點，球迷常在這裡拍照，而座位則被貼滿小熊貼紙。

## 救贖的曙光
史蒂夫在接下來13年左右的歲月裡過著隱姓埋名的日子，低調的工作並依舊居住在芝加哥。即便發生這爭議事情，他依然沒有灰心喪志，一直都是以球迷身分支持小熊。在社群網站以化名的方式低調關注著最愛的球隊。
即便之後有不少媒體希望他能接受採訪甚至上電視節目，史蒂夫依舊不為所動，並且由友人法蘭克·墨瑟(Frank Murtha)代為發言拒絕邀約活動。
在2016年的球季中，史蒂夫依舊拒絕邀約，但事情最後卻有著意想不到的發展。小熊在季後賽先後淘汰了舊金山巨人和洛杉磯道奇，打進世界大賽。面對陣容相對殘破的克里夫蘭印地安人，雖然面臨1:3被聽牌的劣勢局面，可是卻奇蹟似的將戰線逼進第7戰。
第七戰雖然一開始小熊取得了領先，可是在第8局終結者阿羅魯迪斯·查普曼被敲出追平分的兩分全壘打，比賽在9局都是六比六平手的局面，雙方進入延長賽。
歷經幾十分鐘的大雨後，第10局小熊隊終於在連續安打下領先兩分，而之後雖然又被對方反擊到只剩領先一分的局面，但是在邁克·蒙哥馬利登板救援時，讓對方最後一位打者敲出滾地球，成功刺殺跑者後百年魔咒正式破除。在許多球迷享受著喜悅時，不少球迷也在網路上發言希望史蒂夫一起參加封王遊行，一起享受著死忠球迷應有的喜悅。
2017年7月31日小熊隊致贈冠軍戒指給史蒂夫。

## 參照
- 山羊魔咒
- 傑弗瑞·梅爾（Jeffrey Maier）

## 外部連結
- （英文）瑞格利球場的第四區第8排113號，即是著名的「巴特曼座位」（Bartman Seat） （页面存档备份，存于）